# Saint-Fargeol
Saint-Fargeol è un comune francese di 215 abitanti situato nel dipartimento dell'Allier della regione dell'Alvernia-Rodano-Alpi.

## Società

### Evoluzione demografica
Abitanti censiti